# Hypomartyria micropteroides
Hypomartyria micropteroides är en fjärilsart som beskrevs av Kristensen och Nielsen 1982. Hypomartyria micropteroides ingår i släktet Hypomartyria och familjen käkmalar. Inga underarter finns listade i Catalogue of Life.